# Pozzallo
Pozzallo (U Puzzaḍḍu in siciliano) è un comune italiano di 18 886 abitanti del libero consorzio comunale di Ragusa, in Sicilia.
Comune a vocazione marinara e turistica, l'unico del ragusano ad affacciarsi sul mar Mediterraneo e situato in una posizione strategica per le rotte commerciali, è noto per il porto, il maggiore del libero consorzio, per la quattrocentesca torre Cabrera, edificata dai conti di Modica, e per le ampie e sabbiose spiagge.

## Geografia fisica

### Territorio
Il suo territorio, in parte pianeggiante e in parte sub-collinare, dista circa 35 km da Ragusa, confina a nord con il comune di Modica e a nord-est con il comune di Ispica. È il comune meno esteso del libero consorzio, sebbene con un'elevata densità di popolazione.

### Clima
Il clima di Pozzallo rientra nella zona climatica Csa della classificazione di Köppen ed è mediterraneo, contraddistinto da inverni miti e piovosi e da estati calde e povere di precipitazioni, mitigate dalla brezza marina.
Secondo una ricerca effettuata dall'ENEA nel 2001 sull'irraggiamento solare, Pozzallo è il secondo comune italiano su cui il sole batte con maggiore intensità, preceduto solamente da Pachino. Il valore della radiazione solare media annua corrisponde a 6 035 MJ/m².
| Mese                | Mesi | Mesi | Mesi | Mesi | Mesi | Mesi | Mesi | Mesi | Mesi | Mesi | Mesi | Mesi | Stagioni | Stagioni | Stagioni | Stagioni | Anno |
| Mese                | Gen  | Feb  | Mar  | Apr  | Mag  | Giu  | Lug  | Ago  | Set  | Ott  | Nov  | Dic  | Inv      | Pri      | Est      | Aut      | Anno |
| ------------------- | ---- | ---- | ---- | ---- | ---- | ---- | ---- | ---- | ---- | ---- | ---- | ---- | -------- | -------- | -------- | -------- | ---- |
| T. max. media (°C)  | 15,3 | 15,7 | 16,7 | 18,7 | 22,5 | 26,5 | 29,4 | 30,0 | 27,6 | 23,8 | 20,0 | 16,6 | 15,9     | 19,3     | 28,6     | 23,8     | 21,9 |
| T. media (°C)       | 11,6 | 11,9 | 12,7 | 14,6 | 18,2 | 22,1 | 24,8 | 25,4 | 23,4 | 19,9 | 16,1 | 13,0 | 12,2     | 15,2     | 24,1     | 19,8     | 17,8 |
| T. min. media (°C)  | 8    | 8,1  | 8,8  | 10,6 | 14,0 | 17,7 | 20,2 | 21,0 | 19,3 | 16,0 | 12,4 | 9,5  | 8,5      | 11,1     | 19,6     | 15,9     | 13,8 |
| Precipitazioni (mm) | 64   | 41   | 37   | 22   | 11   | 4    | 1    | 8    | 29   | 97   | 61   | 65   | 170      | 70       | 13       | 187      | 440  |

## Origini del nome
Fino al IX secolo i bizantini chiamavano questa zona Pausis Alòs (Παύσις Αλός in greco, ossia 'porto al mare'). Fino al X secolo la zona fu denominata "Puteus-alòs", ovvero pozzo a mare.
Nell'XI secolo, con la conquista normanna dell'isola di Sicilia, il toponimo viene latinizzato in Pusalo o Posalo. Nel XV secolo viene citato come Alpusalli, Poçallo, Pocial e Puoçalo, mentre nel XVI secolo viene indicato come Lapuzzallu, La Puzzallu, La Puzzòla e Puozzàla.
Nella prima metà del XVII secolo le forme comuni sono Puzzallus e Puzzallum, mentre nella seconda metà del secolo scorso la forma siciliana U Puzzaḍḍu viene italianizzata in Pozzallo, comportando la perdita dell'iniziale articolo determinativo.
Frequenti furono gli errori di trascrizione o di interpretazione del toponimo: un certo Sebastiano Salomone affermava che risalisse a un fantomatico Pozzo del Gallo mai esistito in zona, mentre a parere di Corrado Avolio derivava dal latino pecium, misura agraria.
Per due volte si provò a cambiare il nome della cittadina: nel 1836, in occasione della visita ufficiale di Ferdinando II delle Due Sicilie, si propose di mutare il nome in Ferdinandea al fine di ottenere l'appoggio del re in alcune dispute territoriali con Modica; tuttavia, a causa di una tempesta la visita fu cancellata e il nome non cambiò. Nel 1935 l'amministrazione comunale, con l'obiettivo di incrementare il turismo nella zona, propose di modificare il nome in Rosa Marina, trovando la resistenza della popolazione, in maggioranza analfabeta e dunque legata al vecchio nome.

## Storia

### Preistoria ed età classica

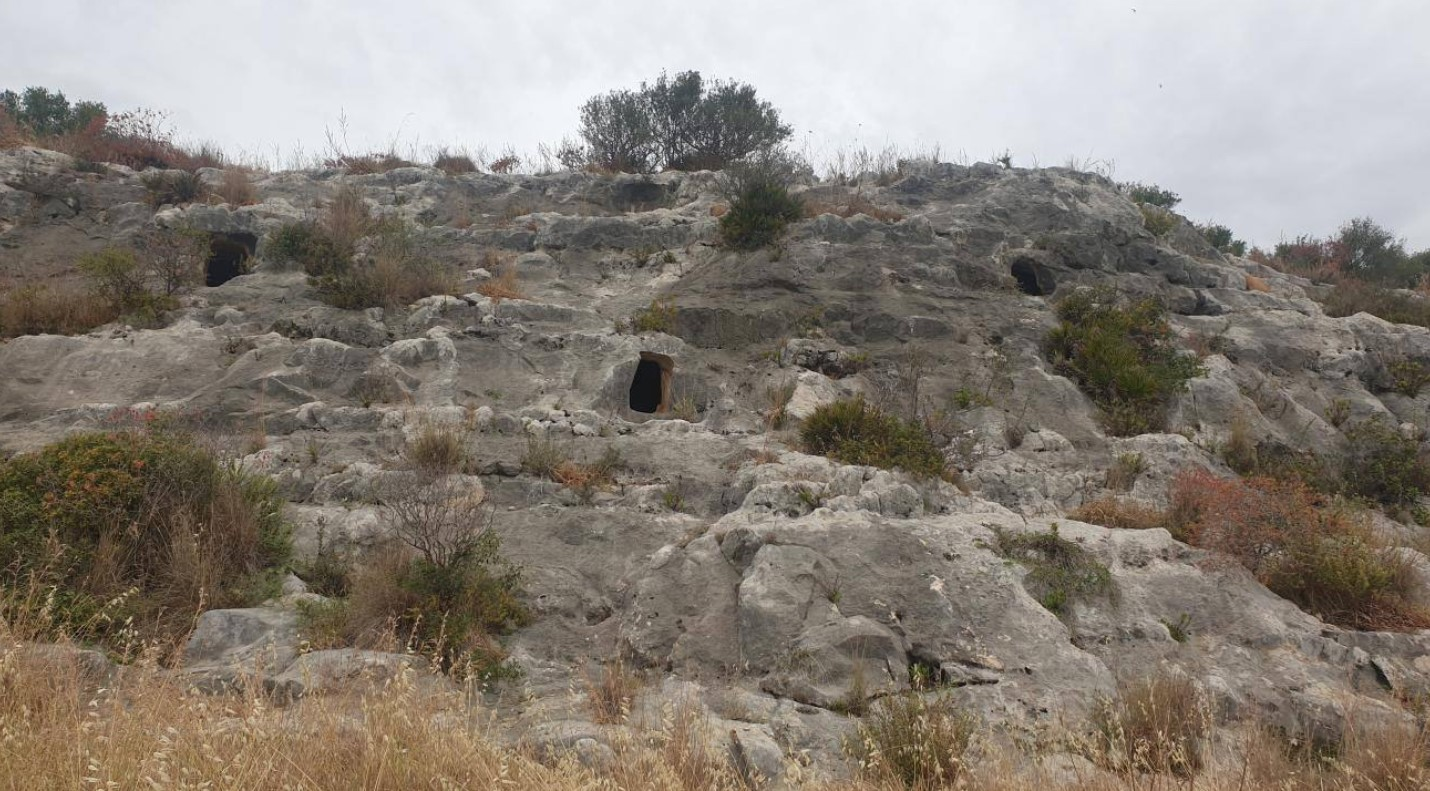
La Necropoli di Bellamagna

Le antiche attestazioni della presenza umana nei pressi della città si trovano in contrada Bellamagna, a Cozzo Rao e in contrada Carpintera. La prima si trova 2,5 chilometri a nordovest di Pozzallo, la seconda poco più di un chilometro a nord, la terza è a ridosso del cimitero comunale. In questi siti sono state rinvenute tombe a grotticella artificiale risalenti all'età del bronzo e alla cultura di Castelluccio, datata tra il 2200 e il 1450 a.C. La necropoli di contrada Bellamagna è quella meglio conosciuta, mentre le informazioni sugli altri due siti sono più lacunose.
In contrada Porrello, situata tre chilometri a est di Pozzallo, sorgeva probabilmente un empòrion di età arcaica ed è attestata una necropoli tardoantica. Nel 1908 fu inoltre ritrovato in un terreno di proprietà del marchese Corrado Tedeschi un recipiente con all'interno 600 monete romane; circa 400 di esse furono trafugate, mentre le restanti 229 furono studiate dall'archeologo trentino Paolo Orsi, che le datò tra il 72 e il 249 d.C. A epoca tardoantica risale anche una necropoli costituita da due ipogei con arcosoli monosomi e polisomi e da tombe a fossa. Ipogei tardoantichi, alterati da costruzioni successive, sono presenti anche in contrada Carpintera, mentre quelli situati in alcune delle vie centrali della città sono stati distrutti o occultati dallo sviluppo urbanistico. Reperti risalenti al IV secolo d.C. provengono dalla zona centrale della città. Resti di età medievale, forse risalenti al XII secolo e probabilmente attribuibili a fornaci, furono rinvenuti da Orsi nella zona tra Pozzallo e Santa Maria del Focallo
Alla fine del XIX secolo fu ritrovata nella zona dello Scaro un'antica tomba messena, presumibilmente risalente alla terza guerra messenica e attribuita da alcuni storici a un membro dell'alta nobiltà; si ipotizza, quindi, che la zona divenne luogo di rifugio per alcuni soldati messeni sconfitti, che ivi si stabilirono in capanne di fortuna.. Tuttavia, tali supposizioni sono state messe in dubbio da diversi storici, che hanno evidenziato come non sia stata fatta un'adeguata ricognizione del sito tombale prima della sua definitiva copertura.

### Medioevo: ilCaricatoree la Torre Cabrera

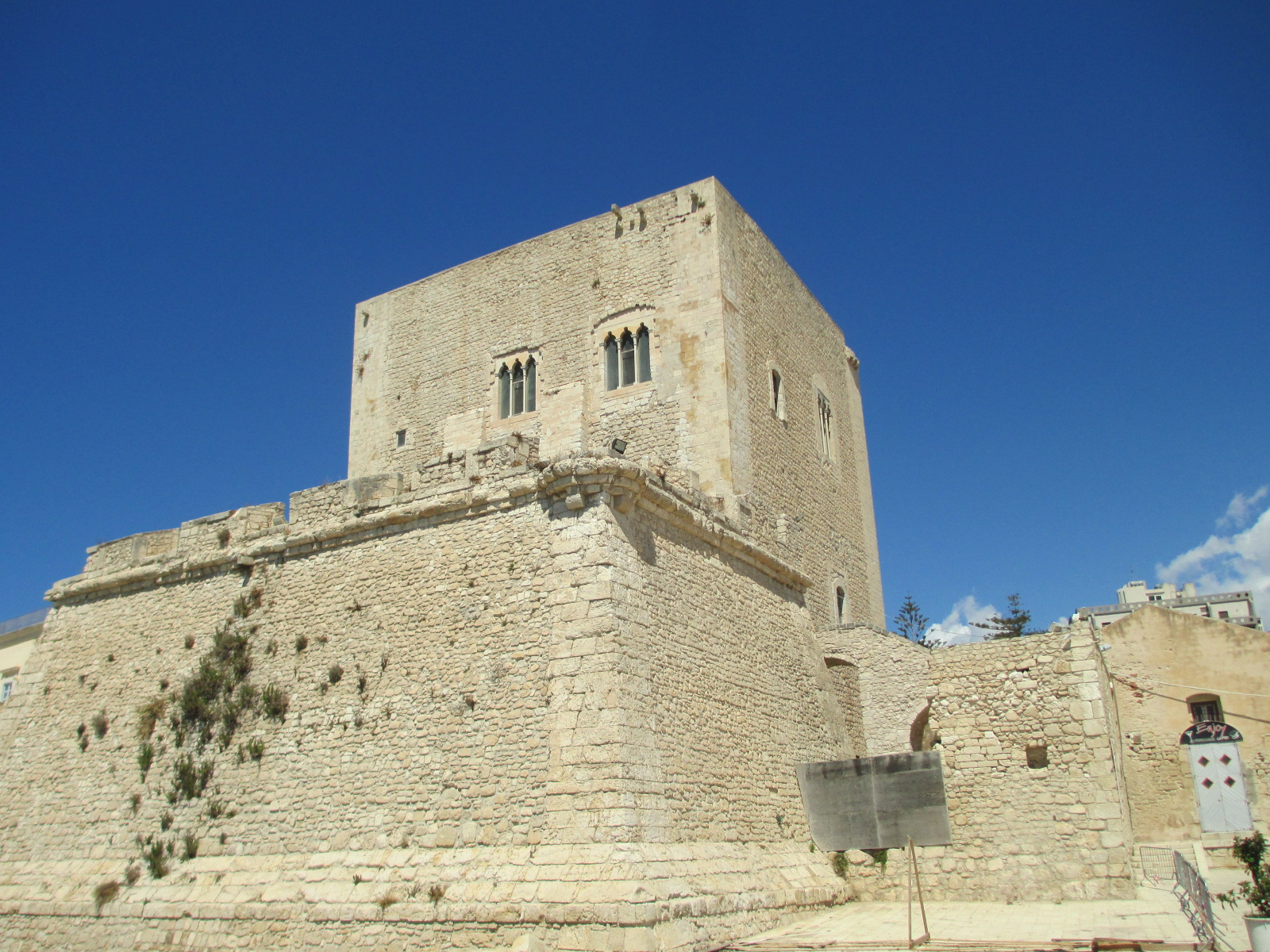
La Torre Cabrera

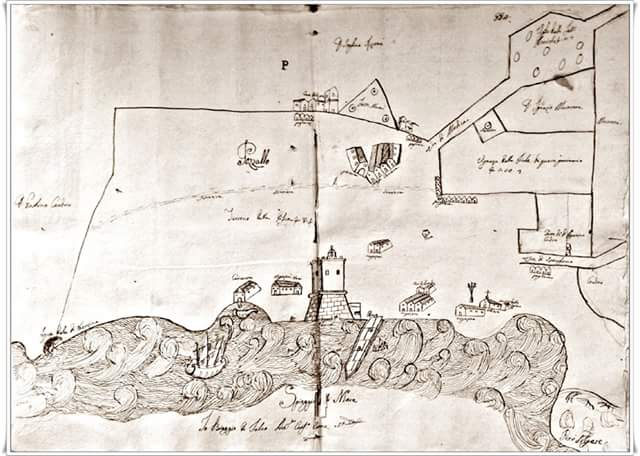
Mappa di Pozzallo, realizzata dal notaio Biagio di Falco, risalente al 1764. Si noti la rappresentazione stilizzata della Torre Cabrera (al centro della mappa), del molo ad essa adiacente e dei magazzini del Caricatore.

Verso la fine del XIV secolo Manfredi III Chiaramonte, conte di Modica, si interessò della zona compresa tra Capo Passero e Punta Regilione. Quel tratto di costa era caratterizzato dalla presenza di numerosi pozzi naturali d'acqua dolce, tra cui quello della Senia e quello di Pozzofeto, che consentivano il ristoro ai marinai di passaggio. 
Nella zona erano inoltre presenti dei magazzini in disuso, che il conte aveva intenzione di ricostruire al fine di realizzare un porto strategico lungo la rotta verso Malta. Tuttavia, nel 1391 Manfredi morì e il progetto fu ripreso dal suo successore, Andrea, che costruì un Caricatore, ossia un complesso di magazzini che comprendeva pontili e scivoli per l'imbarco di merce, specialmente frumento, orzo e carrube, sui velieri.
Nel 1392 Martino il Giovane invase la Sicilia, per prenderne possesso dopo aver sposato Maria di Sicilia, sovrana dell'Isola. Gli invasori trovarono la resistenza di una piccola coalizione filo-angioina guidata da Andrea Chiaramonte. La coalizione venne agilmente sconfitta dall'esercito aragonese, guidato da Bernardo Cabrera, e Andrea venne impiccato a Palermo per alto tradimento. Il nuovo re premiò Cabrera, nominandolo Grande Ammiraglio del Regno d'Aragona e concedendogli il territorio della prestigiosa Contea di Modica. Egli ampliò il caricatore e costruì la piana dei fossi, una serie di fossati capaci di contenere migliaia di salme di frumento. Quando morì, la contea passò al figlio Bernardo Giovanni, che chiese l'autorizzazione di poter costruire una torre di difesa per difendere la zona dalle incursioni dei pirati, che solevano nascondersi nelle rade di Raganzino, Maganuco e Cala Brigantina; il decreto di erezione della torre è datato 1429 per opera di Tommaso Fazello, che attribuisce erroneamente la costruzione a Bernardo e non al figlio Giovanni Bernardo. La torre del Pozzallo, in seguito denominata Cabrera, aveva mura esterne spesse due metri ed era lambita dal mare su un lato. 
Lì prestavano servizio circa sessanta tra soldati e artiglieri e sulle sue terrazze erano piazzati cannoni di diverso calibro, mentre i cavalleggeri sorvegliavano la costa. All'interno della torre viveva anche il Regio Maestro Portolano, nominato direttamente dal conte, che era la massima carica amministrativa della borgata e si occupava della supervisione di tutte le attività di carico e scarico delle merci dai magazzini.
In questo periodo, un ignoto autore siciliano scrisse che "Puzzallo è, fra li caricatori di frumento, mediocre", facendo intendere che il caricatore pozzallese fosse poca cosa rispetto ai porti siciliani più importanti (Palermo, Siracusa, Catania e Messina).
Il 25 gennaio 1661 al largo di Pozzallo si combatté una battaglia navale tra sei galee dei Cavalieri ospitalieri, partite da Augusta, e un vascello ottomano, detto delle Barrette, diretto a Smirne da Tunisi, dove si era rifornito di schiavi. La battaglia, vittoriosa per la flotta cristiana, è stata ritratta in un dipinto seicentesco commissionato da Francesco Filomarino, signore di Diano, che vi aveva partecipato.
Il XVI e il XVII secolo furono secoli difficili per la borgata: si susseguirono quattro epidemie di peste (1576, 1622, 1626 e 1631), tre carestie (1581, 1590 e 1672), tre invasioni di cavallette (1616, 1637 e 1666) e due alluvioni (1619 e 1622), che decimarono la popolazione. L'evento del terremoto del 1693 comportò il crollo della torre, che già dava segni di cedimento. L'artiglieria che venne recuperata dalle macerie fu spostata sulla scogliera tra Pietre Nere e Santa Maria del Focallo, dando via libera ai pirati di poter saccheggiare la borgata. Dopo mesi di proteste da parte degli abitanti, stanchi delle continue incursioni dei corsari, la Torre fu ricostruita con l'aggiunta di una piattaforma merlata affacciata sul mare e una serie di contrafforti, per dare maggiore stabilità.
In seguito la Torre fu ulteriormente rinforzata con delle spranghe di ferro che ne cingevano le mura; tuttavia, esse furono rimosse durante la ristrutturazione del 1960.
All'inizio del XIX secolo scoppiò la polveriera, sita all'ultimo piano della torre, che danneggiò la struttura e che scagliò alcuni massi sulle abitazioni; la torre fu subito ricostruita; ormai aveva perso la sua funzione strategica: le incursioni dei pirati non avevano più luogo da decenni e la ricostruzione aveva uno scopo estetico più che difensivo.

### Dall'erezione a comune autonomo alla seconda guerra mondiale

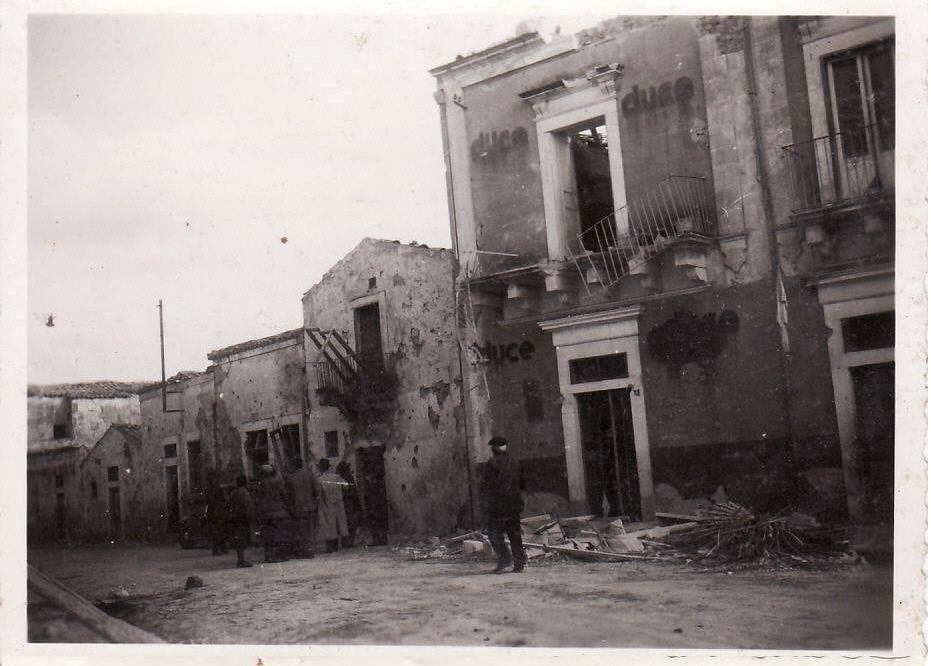
Case in via Francesco Crispi (odierna via Giuseppe Mazzini) danneggiate da un bombardamento alleato nel 1943

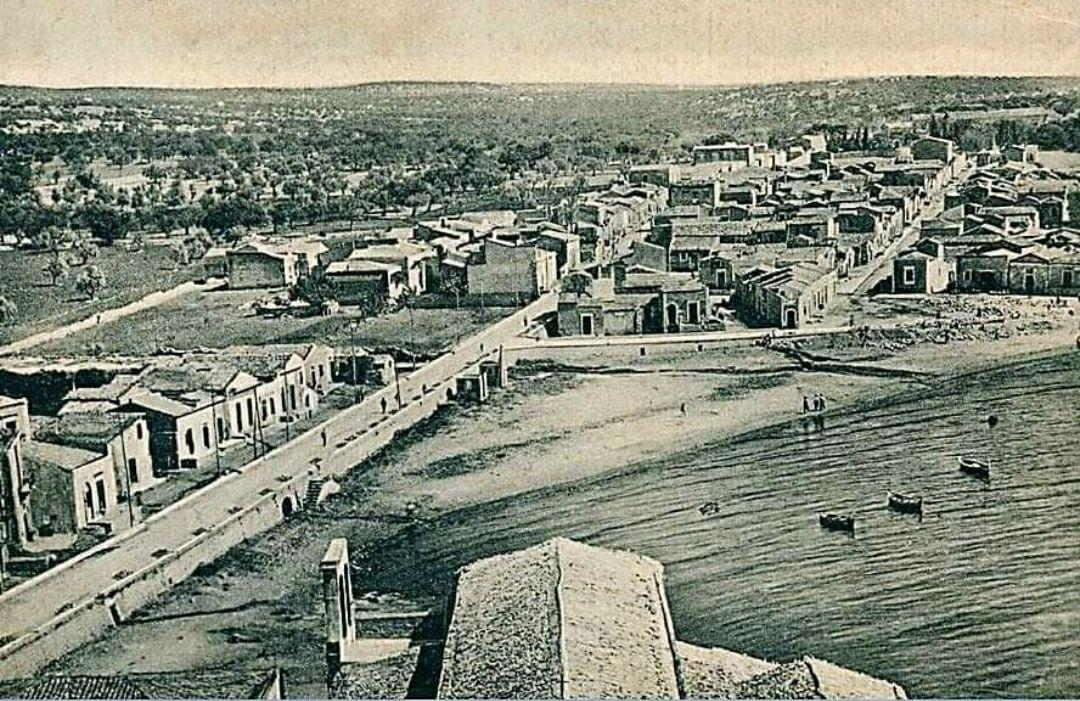
Il quartiere Scaro alla fine degli anni quaranta, dopo la ricostruzione

Con la fine del feudalesimo in Sicilia il caricatore perse importanza e, nel corso del XIX secolo, fu demolito per lasciare spazio alle abitazioni: la popolazione era costituita in un primo tempo da poche centinaia di persone fra soldati e pescatori, ma ben presto, con l'incremento delle attività marittimo-commerciali, arrivò a triplicarsi. 
Presso le famiglie facoltose del paese iniziò quindi a svilupparsi l'idea di una possibile separazione da Modica, di cui Pozzallo era una frazione, per costituire un comune autonomo, nell'ottica di aumentare il volume delle attività commerciali e delle entrate dalle tasse. Questa prospettiva trovò la resistenza del decurionato di Modica, che amministrava direttamente la borgata tramite un Eletto e un Ispettore di Polizia. Le richieste di autonomia amministrativa spinsero Modica, nel 1817, a concedere a Pozzallo 21 eleggibili presso il decurionato, misura ritenuta comunque insoddisfacente dagli abitanti pozzallesi, che continuarono a perorare  la causa separatista.
La disputa ultradecennale con Modica si risolse infine il 12 giugno 1829, quando, con decreto di Francesco I delle Due Sicilie, Pozzallo venne eretta a comune autonomo, pur con un territorio dalle dimensioni ridotte; nei decenni seguenti e nel secolo successivo si tentò varie volte, invano, di ottenere l'ampliamento . I primi dati certi sulla popolazione risalgono al 1826, quando risultavano residenti 1 132 abitanti, mentre nel 1831 si contavano già 1 787 abitanti.
In seguito all'impennata demografica, dovuta all'erezione a comune autonomo, si formarono tre nuclei abitativi principali: uno nei pressi della Torre Cabrera, uno nei pressi del pozzo d'acqua dolce della Senia, ossia l'odierno quartiere di Vico Vicci, e uno nei pressi del pozzo di Pozzofeto, in prossimità di quello che successivamente sarebbe diventato il quartiere Scaro. In quegli anni ebbero inizio le prime significative opere di edilizia pubblica: vennero costruite diverse strade e piazze (la rotabile Pozzallo-Modica, la Pozzallo-Spaccaforno e la Pozzallo-Scicli, nonché, in territorio comunale, corso Vittorio Veneto, via Scaro, il Lungomare Pietrenere, Piazza delle Rimembranze e Piazza Senia), il molo commerciale della Balata, la Villa Comunale, il mercato, una scuola elementare e la Chiesa Madre. Nel 1891, inoltre, venne costruita la stazione di Pozzallo, che garantì al paese un collegamento ferroviario con i centri vicini. 
Alla separazione da Modica seguì un periodo di prosperità economica, che vide l'affermazione di diverse famiglie borghesi, peraltro maggiori fautrici dell'indipendenza del comune: le principali furono i Giunta, i Pandolfi, gli Avitabile e i Tedeschi-Polara, che controllavano le attività economiche, prevalentemente legate al commercio marittimo per mezzo di decine di velieri. Sul finire dell'Ottocento si registrò nel paese un volume di movimento merci che superava le 25.000 tonnellate, rendendo Pozzallo, insieme a Siracusa, il principale porto commerciale della Sicilia sud-orientale.
Durante il Risorgimento, Pozzallo fu una delle prime località della Sicilia a sollevarsi contro i borbonici dopo lo sbarco a Marsala ad opera dei Mille di Giuseppe Garibaldi: già il 17 maggio del 1860, due giorni dopo la battaglia di Calatafimi, il comune si era schierato in favore dei garibaldini, issando la bandiera tricolore. Il principale esponente della sollevazione cittadina fu il patriota Raffaele Scala, iscritto alla Giovine Italia, celebrato con un busto bronzeo all'interno della Villa Comunale.
Al periodo di splendore commerciale della cittadina coincise il declino della Torre Cabrera: già nel 1848 Ferdinando II delle Due Sicilie ne aveva ordinato il disarmo completo, declassandola a sede di un battaglione di Finanza, rimosso nel 1895. L'edificio rimase inutilizzato fino alla seconda guerra mondiale, quando fu piazzata sulla terrazza la batteria contraerea per contrastare i bombardamenti alleati. Tra il 18 gennaio e l'8 luglio del 1943 Pozzallo subì un numero considerevole di incursioni nemiche, che colpirono spesso edifici civili, pur concentrandosi soprattutto sulla stazione ferroviaria e gli stabilimenti industriali Giuffrida e SPERO, lungo la via Crispi, oggi via Mazzini, alla periferia settentrionale del paese . In quei mesi numerosi pozzallesi furono sfollati nei comuni e nelle campagne vicine . In seguito allo sbarco alleato del 10 luglio 1943 e ai ripetuti bombardamenti dal mare, le forze italo-tedesche si arresero all'equipaggio del cacciatorpediniere britannico H.M.S. Brissenden, alle ore 13.15 del giorno successivo all'invasione . La ricostruzione materiale, morale e istituzionale del paese iniziò subito dopo e si protrasse per anni, insieme all'eliminazione delle numerose scorie del conflitto; un evidente miglioramento economico si ebbe grazie al benessere derivante dal lavoro marittimo e dall'impegno di coloro i quali erano emigrati negli Stati Uniti d'America. L'innalzamento delle condizioni sociali si palesava anche nell'attività amministrativa, con la costruzione di interi quartieri e l'istituzione di varie scuole in un dinamico clima di pluralismo politico . Dopo la guerra, la Torre Cabrera cessò definitivamente il suo scopo militare e venne nominata monumento nazionale..

### Simboli
Lo stemma e il gonfalone sono stati concessi con regio decreto dell'8 maggio 1933. Inizialmente, nel capo dello stemma era presente un fascio littorio su campo rosso, rimosso nel 1943 in seguito alla caduta del regime fascista.
Lo stemma è dominato da una rappresentazione stilizzata della Torre Cabrera, principale monumento della città; a sinistra è presente una goletta, simbolo della vocazione marittima della città; in alto a destra è presente una stella bianca a cinque punte, circondata dalla scritta SECUNDIS VENTIS ("Con il vento a favore"), ispirata al blasone dei marchesi Polara, per quasi due secoli principale famiglia nobile della città attraverso i suoi rami cadetti, che era composto da sette stelle bianche su campo azzurro.
Il gonfalone è un drappo di azzurro.

## Monumenti e luoghi d'interesse

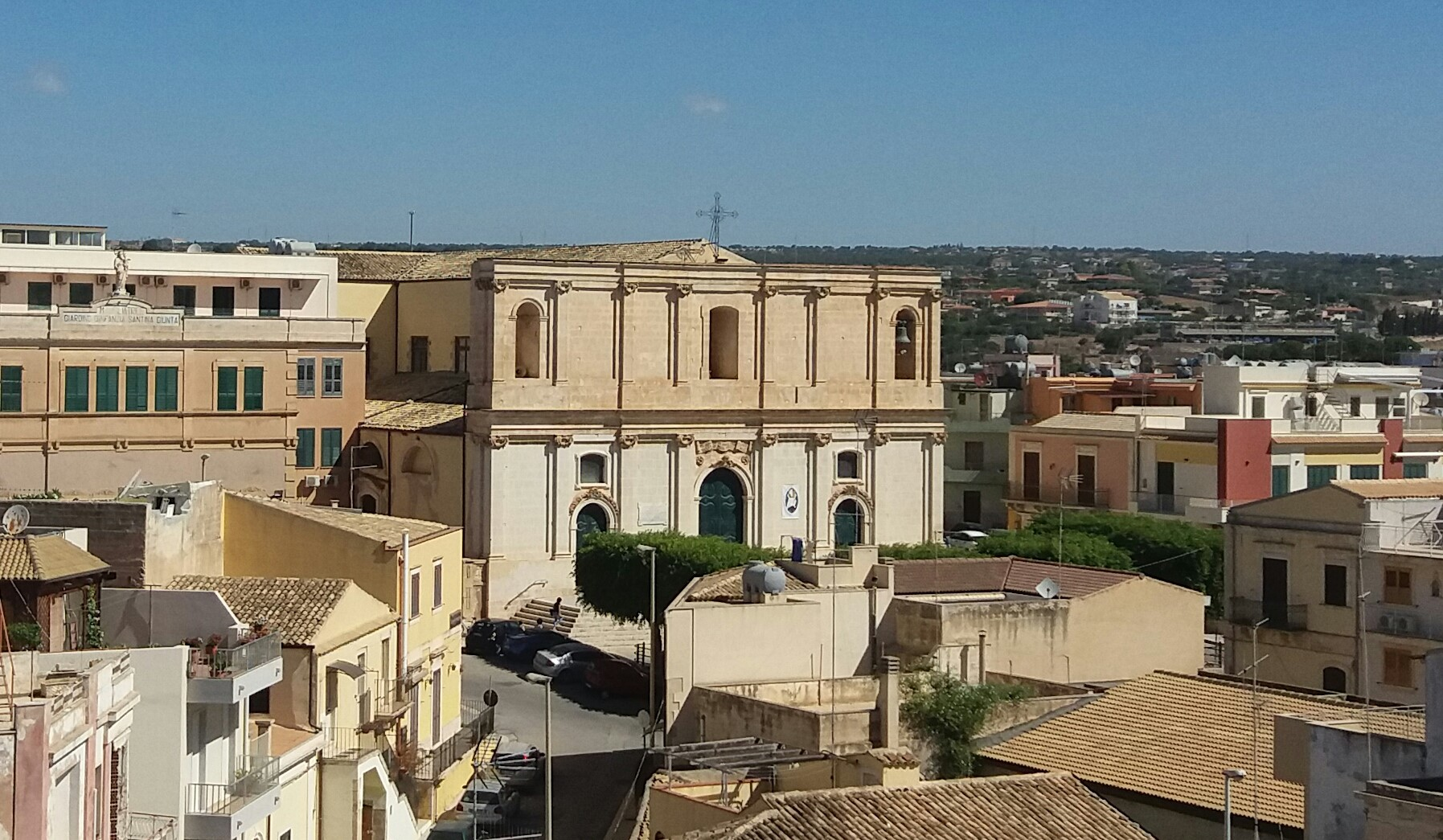
Chiesa della Madonna del Rosario

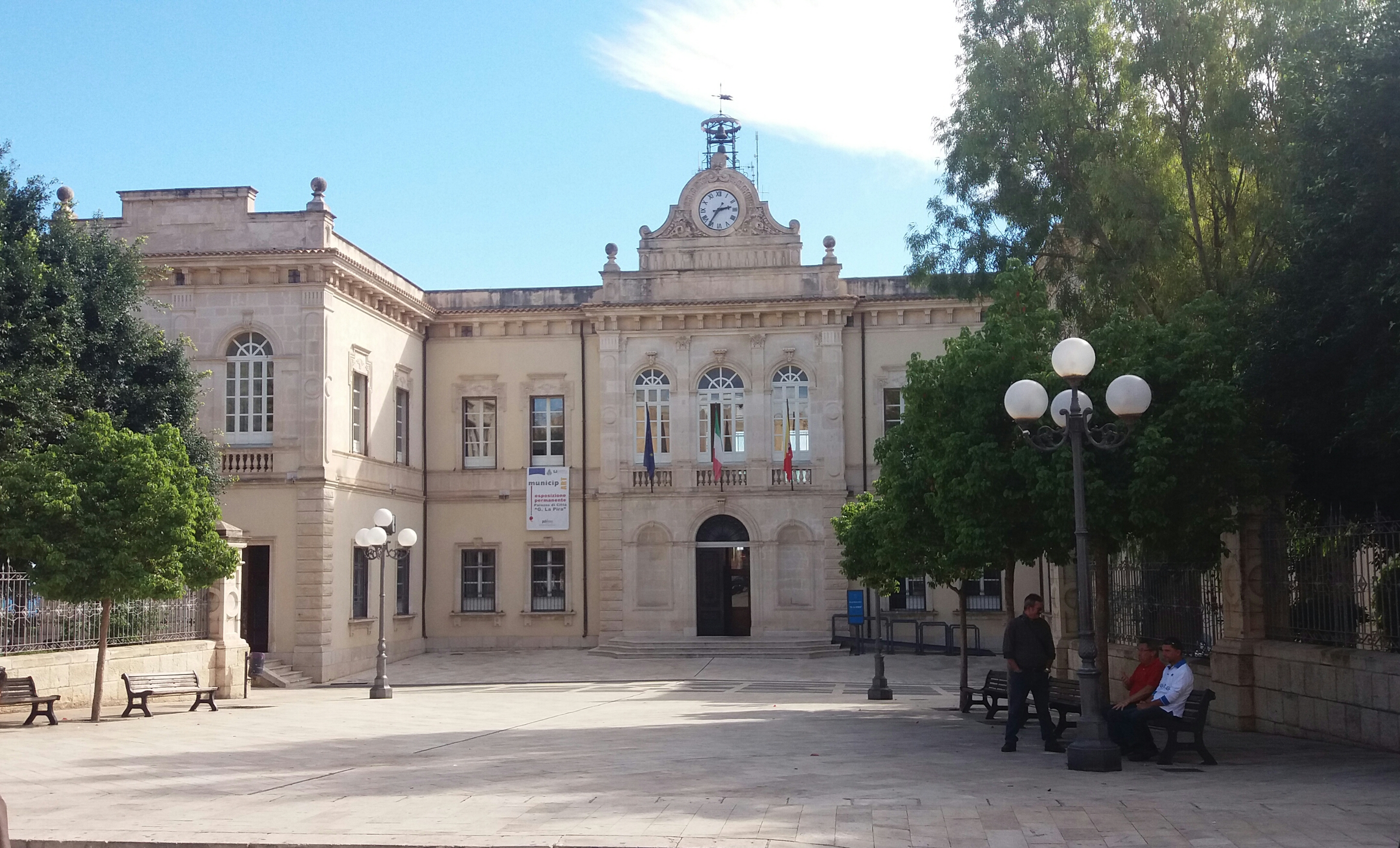
Palazzo comunale Giorgio La Pira

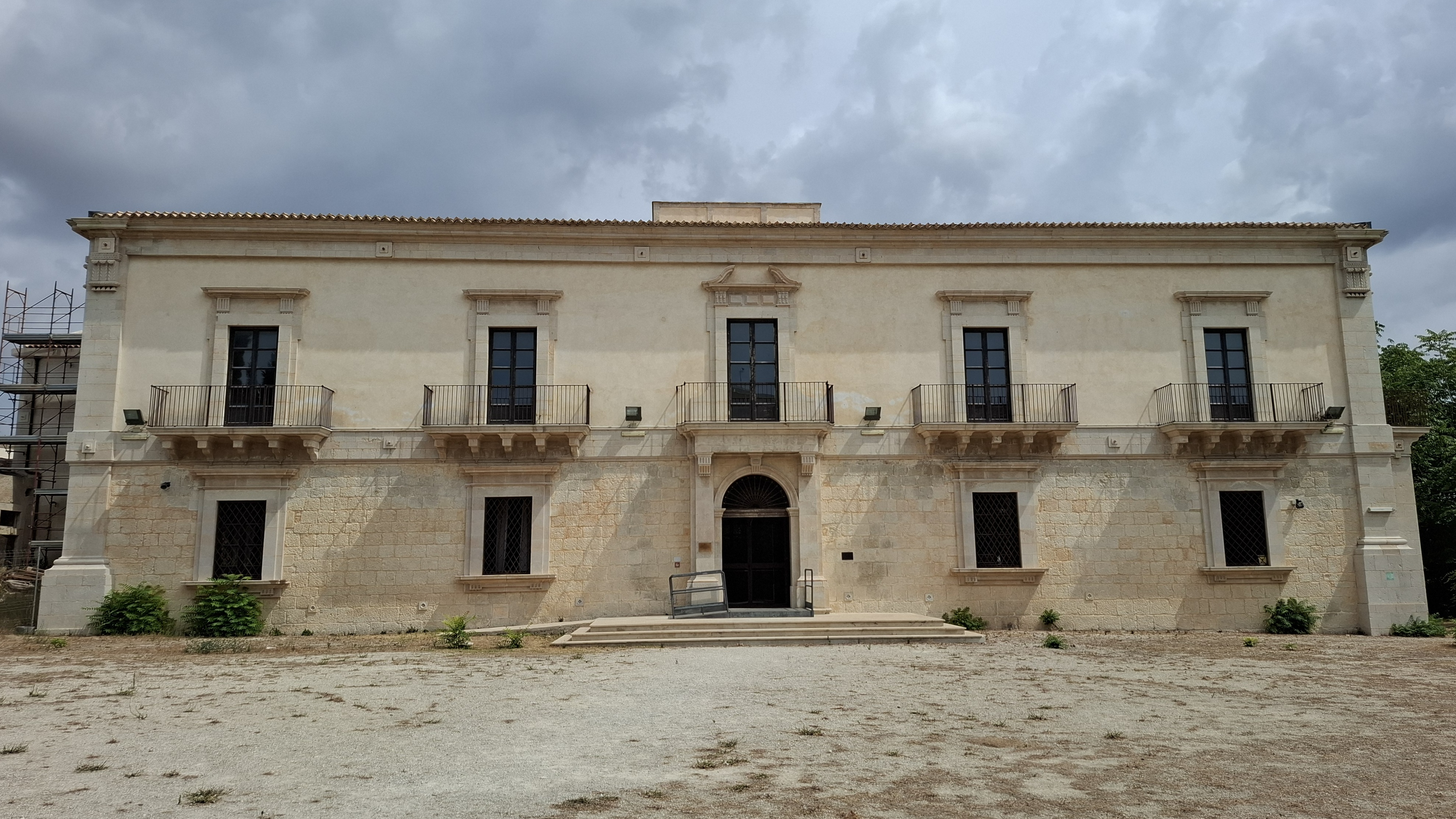
Villa Tedeschi

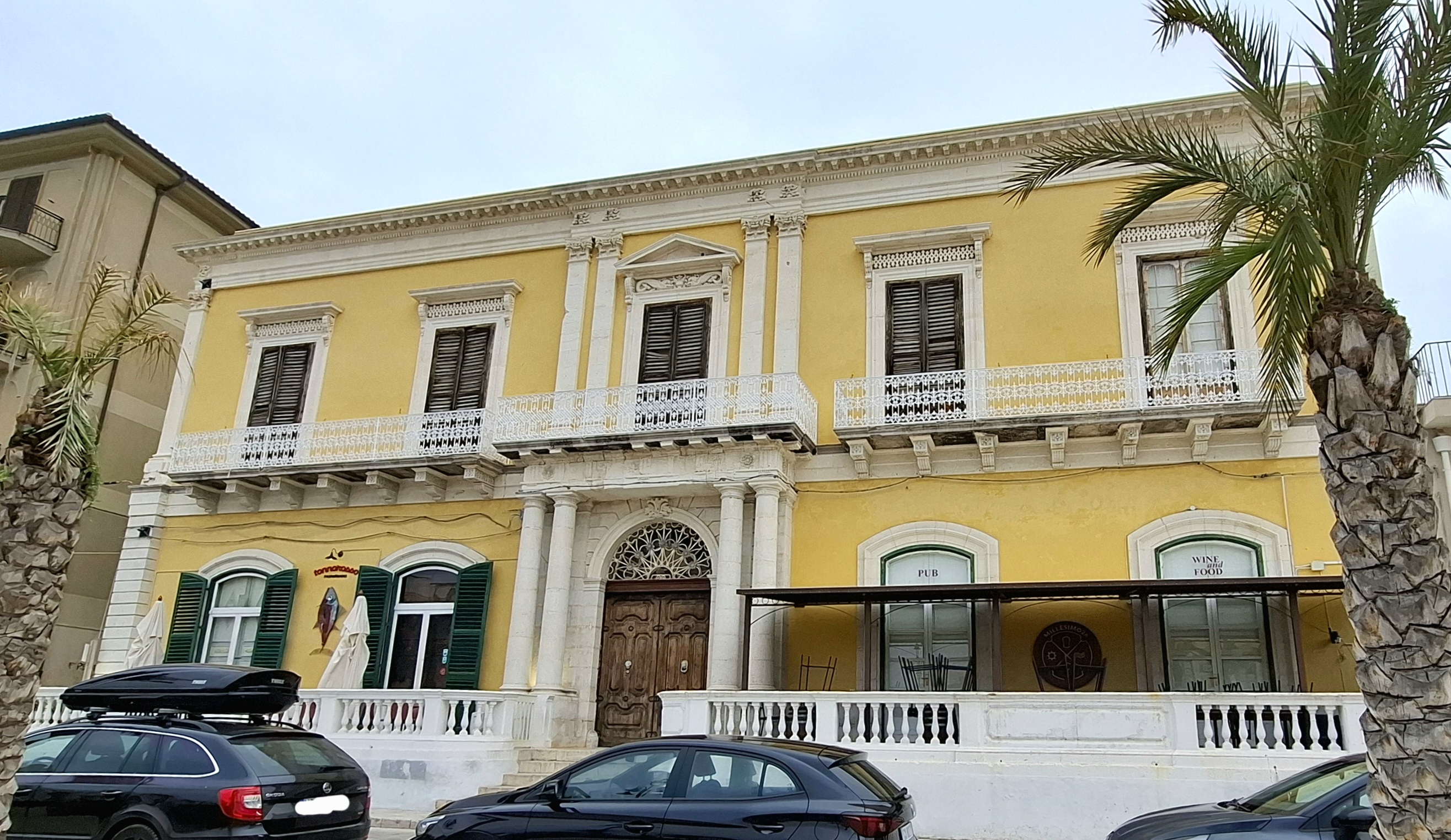
Palazzo Giunta

### Architetture religiose
- Chiesa Madonna del Rosario: costruita in stile neoclassico nel centro storico tra il 1878 e il 1937, inizialmente dedicata a San Pietro, è la Chiesa Madre del paese.[48]
- Santuario di Santa Maria di Portosalvo: costruito in stile neoclassico nel 1746 accanto alla Torre Cabrera; nel 2007 è stata realizzata una facciata in stile moderno sul lato nord. Nel 2022 è stato elevato al rango di santuario.
- Chiesa San Giovanni Battista: sita nel quartiere Raganzino, è stata costruita alla fine degli anni Sessanta in stile moderno, su progetto di Concetto Russo e Franco Caruso, nello stesso luogo dove sorgeva una chiesetta risalente al 1924.[49]
- Chiesa San Paolo Apostolo: costruita a partire dal 1967 su progetto di Concetto Russo, si trova nel quartiere omonimo. Essa è caratterizzata da una pianta ottagonale, ispirata alle tende dei convegni ebraici nel deserto, e dagli interni in stile francescano, progettati da Fra' Alberto Farina.[50]
- Chiesa Maria Madre della Fiducia: costruita nel 2000 lungo la SP46, ospita l'oratorio delle Sorelle Francescane della Carità.[51]
- Cappella di Santa Rosalia: fu costruita accanto alla Villa Tedeschi durante gli anni Venti su commissione del marchese Corrado Tedeschi, in memoria della defunta moglie Rosalia.

### Architetture civili e militari
- Torre Cabrera: costruita tra il XV e il XVI secolo, è stata dichiarata monumento nazionale ed è l'edificio simbolo della città.
- Palazzo comunale Giorgio La Pira: costruito tra il 1923 e il 1926, dal 1928 è la sede del comune.
- Villa Comunale: è il principale parco pubblico della città, circonda su tre lati il palazzo comunale e si affaccia sul mare.
- Villa Tedeschi: costruita nel XIX secolo, apparteneva ai marchesi Polara Tedeschi, famiglia nobile che ha a lungo governato sulla città dopo la separazione da Modica. Vi ha sede la biblioteca civica.
- Palazzo Giunta-Musso: costruito nel 1845 per ospitare il municipio, è stato in seguito acquistato da Vincenzo Giunta e Mariannina Musso, che nel 1926 hanno affidato all'architetto Vincenzo Arangio la ristrutturazione dell'edificio, terminata nel 1928. Insieme al palazzo comunale è uno degli esempi significativi di architettura Liberty nella cittadina. Bene vincolato dal 1978, l'anno seguente è stato acquistato dal comune, che lo ha adibito a sede della videoteca e biblioteca comunale, prima che quest'ultima venisse spostata presso Villa Tedeschi.[52][53] Nel febbraio 2022 hanno avuto inizio i lavori di ristrutturazione e, contestualmente, è stato destinato a sede di un centro di aggregazione sociale.[54][55]
- Palazzo Giunta: costruito tra il 1900 e il 1910, fu progettato dall'architetto Giambattista Pennavaria su commissione di Enrico Giunta, sorge in piazza delle Rimembranze .
- Palazzo Pandolfi: costruito intorno al 1868, anch'esso fu progettato dal Gianbattista Pennavaria su commissione di Raffaele Pandolfi. Il palazzo, oggi privato, è stato sede dell'Istituto tecnico nautico nei primi anni novanta e, in via provvisoria, degli uffici comunali durante i lavori di restauro del palazzo comunale.[56] Vi ha dimorato per qualche tempo lo scrittore pachinese Vitaliano Brancati.[57]
- Castello Di Martino: la sua costruzione ebbe inizio su commissione della famiglia Di Martino intorno al 1930; mai portata a termine, sorge in stato di evidente abbandono su un'altura di fronte al porto. Fino al 2012, ha ospitato la Via Crucis vivente.
- Bunker: alla periferia del paese sono presenti numerose postazioni militari risalenti alla seconda guerra mondiale[58]
- Casa La Pira: casa natale di Giorgio La Pira, è sita in Via Giulia, nel centro storico del paese.[59]

## Società

### Evoluzione demografica

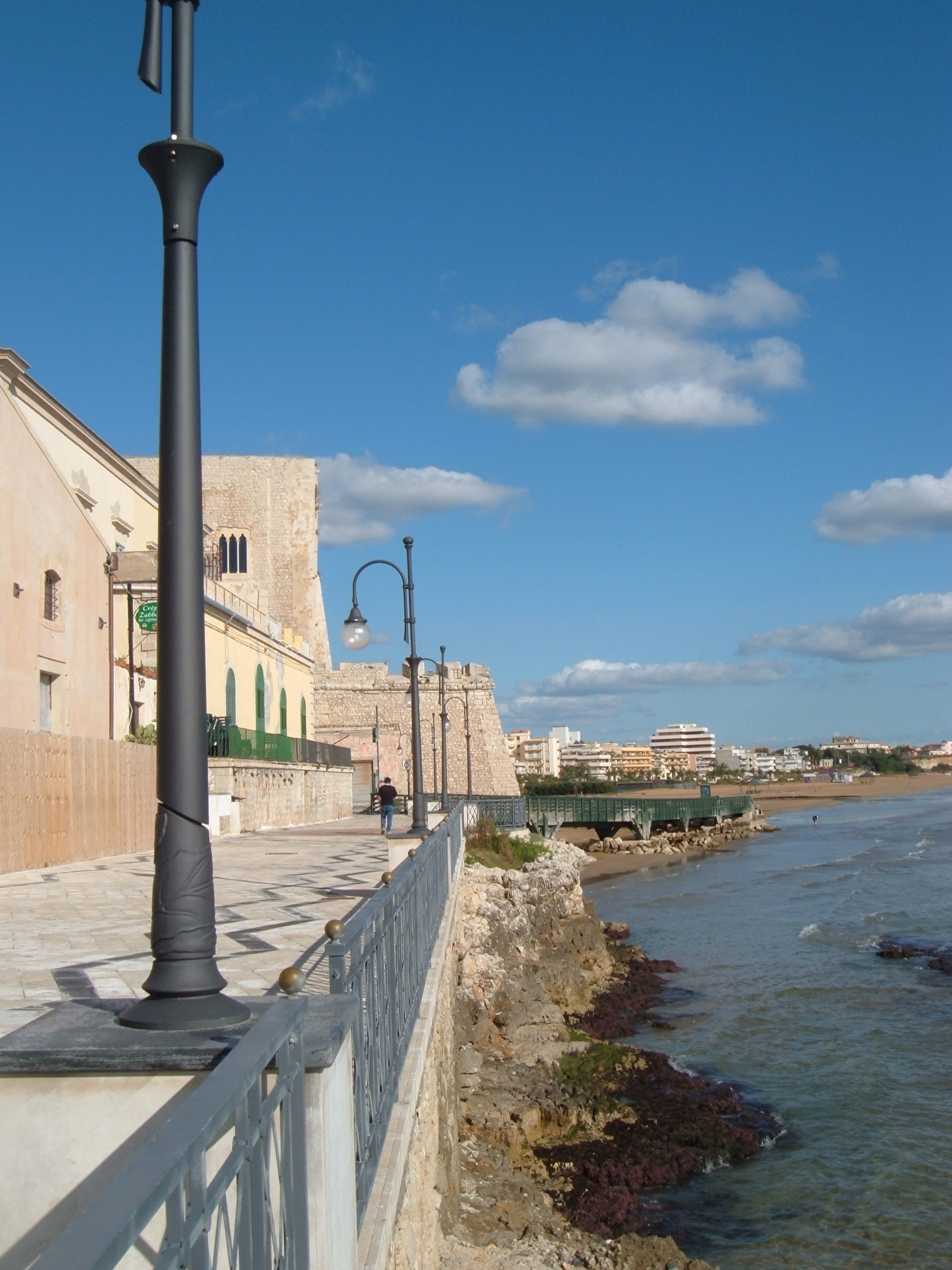
Passeggiata di Via delle Sirene nel tratto della Zabbatana

Abitanti censiti

### Etnie e minoranze straniere
Secondo le statistiche ISTAT al 1º gennaio 2023 la popolazione straniera residente nel comune era di 775 persone (392 maschi e 383 femmine), pari al 4% della popolazione.
Le nazionalità maggiormente rappresentate in base alla loro percentuale sul totale della popolazione residente erano:
1. Tunisia 201
2. Romania 147
3. Albania 96
4. Marocco 56
5. Polonia 22
6. Cina 20
7. Germania 16
8. Ucraina 16

### Lingue e dialetti

Distribuzione dei dialetti siciliani

Oltre alla lingua ufficiale italiana, a Pozzallo si parla la lingua siciliana nella sua variante metafonetica sud-orientale.
La ricchezza di influenze del siciliano, appartenente alla famiglia delle lingue romanze e classificato nel gruppo meridionale estremo, deriva dalla posizione geografica dell'isola, la cui centralità nel mar Mediterraneo ne ha fatto terra di conquista di numerosi popoli gravitanti nell'area mediterranea.

### Origini delle famiglie
Alcuni attuali cognomi incominciano a essere attestati nel territorio tra il XVIII e il XIX secolo, concentrandosi soprattutto nella seconda metà di questi due secoli. Le principali famiglie provenivano da Modica e da alcune zone della provincia di Napoli; il capoluogo partenopeo aveva un collegamento di linea con Pozzallo mediante motovelieri, che favorì il trasferimento di numerosi armatori e imprenditori campani nella località rivierasca. Gli Avitabile, i Pandolfi, i Giunta, le tre  famiglie borghesi di Pozzallo che animarono la vita sociale e politica della cittadina nell'Ottocento e nei primi del Novecento, avevano chiare origini laziali e campane. Le professioni storicamente attestate erano inoltre relative alle attività agricole e marinare.

### Geografia antropica

#### Quartieri e rioni cittadini

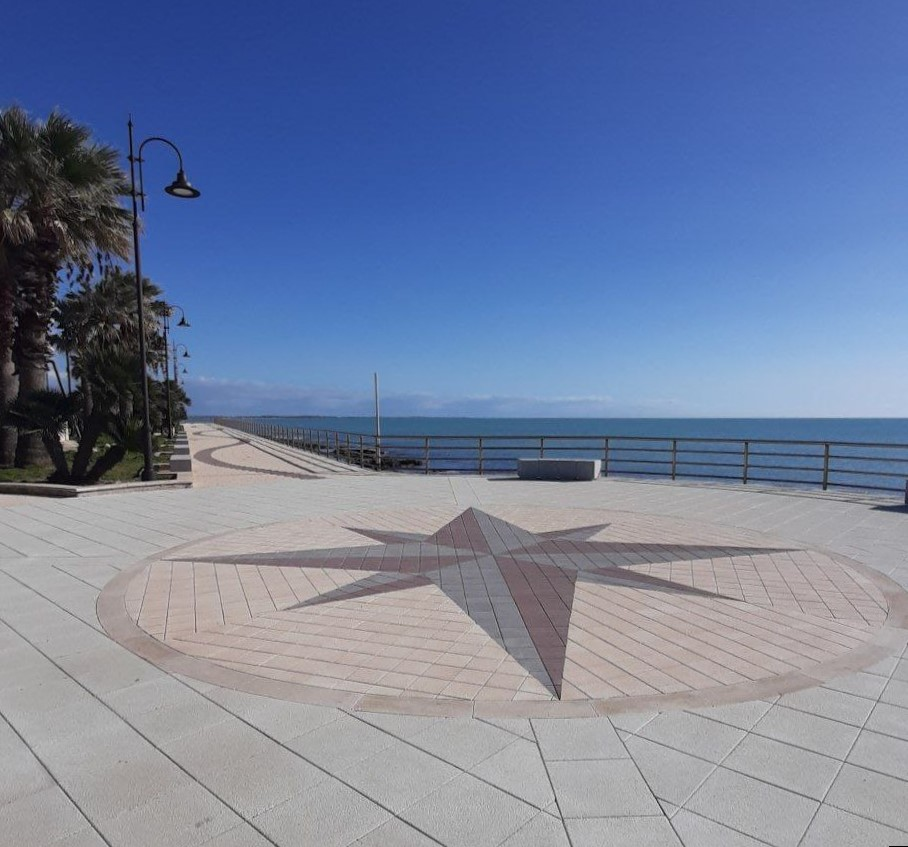
Lungomare Raganzino

- Raganzino: anticamente noto come Raenzino o Rajanzino, è la popolosa zona residenziale che occupa l'area a nord del Lungomare Raganzino e circostante la Chiesa di San Giovanni Battista.
- San Francesco: nella parte occidentale della città, occupa l'area a nord di Largo dei Vespri Siciliani e si affaccia sulla Spiaggia Raganzino. Originariamente noto come Corea, toponimo colloquialmente diffuso ancora oggi nella vulgata popolare, esso è dovuto alla circostanza che quando il quartiere aveva iniziato a svilupparsi, nei primi anni Cinquanta, era in corso la Guerra di Corea. Le deficitarie condizioni igienico-sanitarie e materiali dell'abitato portarono il resto della popolazione a soprannominarlo, in modo dispregiativo, Corea, come la nazione al tempo dilaniata dal conflitto. Negli anni novanta il toponimo attuale ne ha preso il posto, almeno in via ufficiale.
- San Paolo: è il quartiere urbano di recente sviluppo e occupa la zona a nord di via Torino.
- Scaro: secondo quartiere a essere sorto dopo il distaccamento da Modica, si è sviluppato nella zona a sud di Villa Tedeschi, lungo via Mario Rapisardi e via Scaro. Deve il suo nome alla circostanza che nella zona sorgeva lo scalo commerciale (storpiato in scaru nel dialetto locale) in cui attraccavano le navi mercantili. Fino al XIX secolo era noto come Cento Bucari o Pozzofeto, dal pozzo d'acqua dolce che vi sorgeva.
- Vico Vicci: un tempo noto come i Puonti; anticamente collegato al quartiere Scaro da una serie di ponti, prima che venisse costruita la moderna via Mario Rapisardi, costituisce il nucleo maggiormente antico della città e si snoda nel centro storico lungo via Guglielmo Marconi e via Agricola. Prende il nome dai vicci, termine dialettale che indica i semi della carruba.

#### Località e contrade

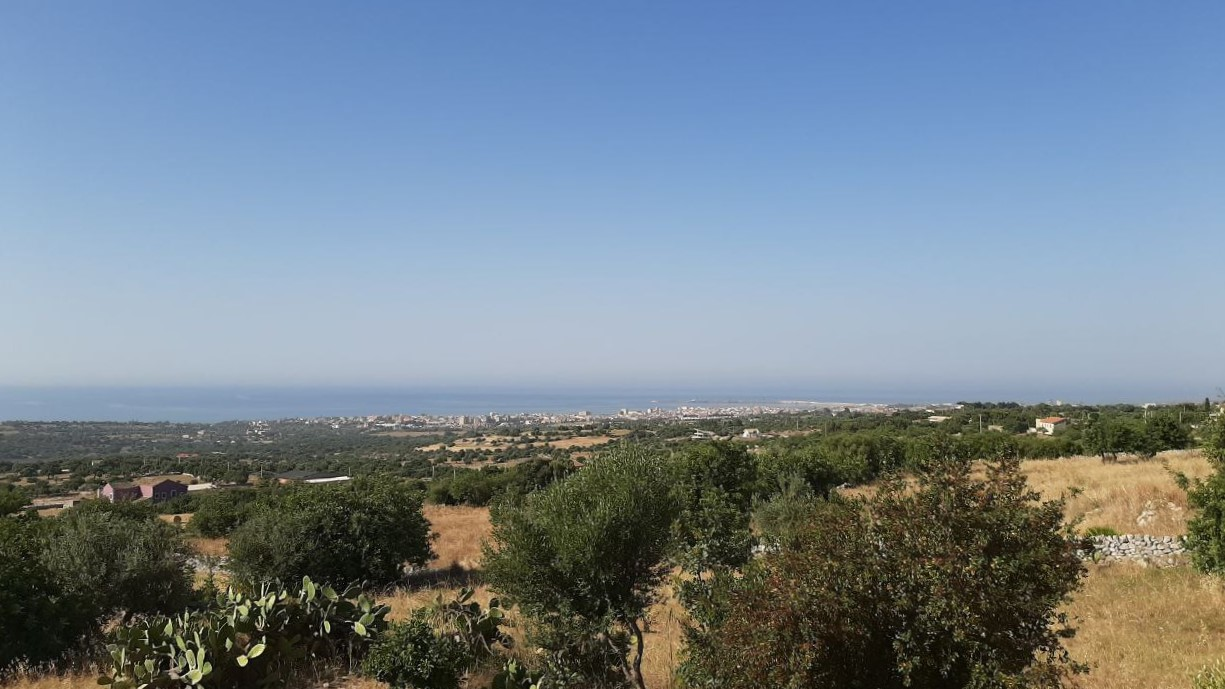
L'abitato di Pozzallo visto da Bosco Pisana

- Bosco Pisana
- Bove Marino
- Carpintera
- Contrada Cesarò
- Contrada Giovara
- Contrada Graffetta
- Contrada Inchiudenda
- Contrada Palamentano
- Contrada Raganzino
- Contrada Recupero
- Contrada Scaro
- Contrada Turischedda
- Grottelle
- Tegolaio
- Villaggio Pantanelli

## Cultura

### Istruzione
Nella cittadina sono presenti due Istituti Comprensivi, intitolati ad Antonio Amore e a Giuseppe Rogasi.
La principale istituzione scolastica superiore è l'Istituto d'Istruzione Superiore "Giorgio La Pira", che conta circa 500 studenti. Il plesso comprende l'Istituto Tecnico Nautico, il Liceo Scientifico, il Liceo Scientifico Sportivo e l'Istituto Professionale per i Servizi Commerciali.

### Musica
Ha sede nel comune il corpo bandistico "Vincenzo Bellini", con un organico di 70 elementi.

### Cinema
Il porto è stato utilizzato come set per alcune scene delle serie televisive Il commissario Montalbano, Il capo dei capi e L'isola.

### Musei
- Museo dei Peplum del Cinema[69]
- Casa della memoria di Giorgio  La Pira

### Eventi
- Festa di San Giovanni Battista: festa patronale, si svolge il 24 giugno. È caratterizzata dalla varchiata, una processione di barche in mare con alla testa del corteo l'imbarcazione trasportante il simulacro del Santo[70][71] e dalla partecipata processione serale.[72][73]
- Sagra del pesce: si svolge la seconda domenica di agosto a partire dal 1967, ed è una delle manifestazioni gastronomiche maggiormente note in Sicilia.[74][75][76]

## Economia

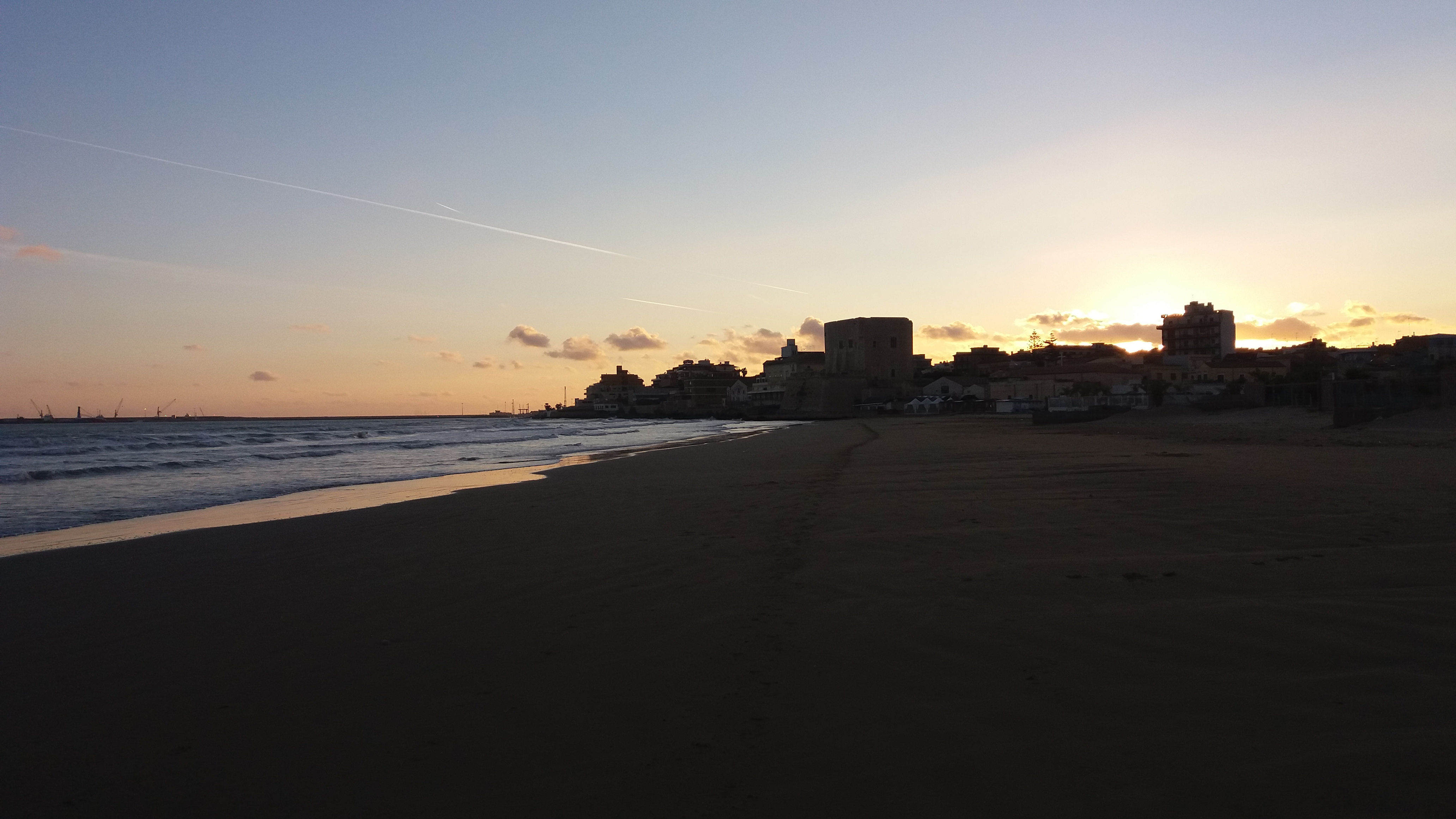
Spiaggia Pietrenere al tramonto.

Una radicata e ancora oggi trainante vocazione marittima ha portato il comune ad avere il più elevato rapporto in Italia fra lavoratori del settore e residenti.
L'agglomerato industriale Modica-Pozzallo, uno dei principali del libero consorzio, ospita industrie alimentari, farmaceutiche e della realtà avicola. Sono infine presenti iniziative economiche di supporto alla vicina area portuale.

### Turismo
Dal 2019 Pozzallo si è aggiudicata per sette anni consecutivi la Bandiera blu, riconoscimento della FEE alle migliori località balneari d'Europa, dopo averla già conseguita tra il 2002 e il 2012 e tra il 2014 e il 2017.
Inoltre, il comune ibleo è presente sulla Guida Blu di Legambiente.

## Infrastrutture e trasporti

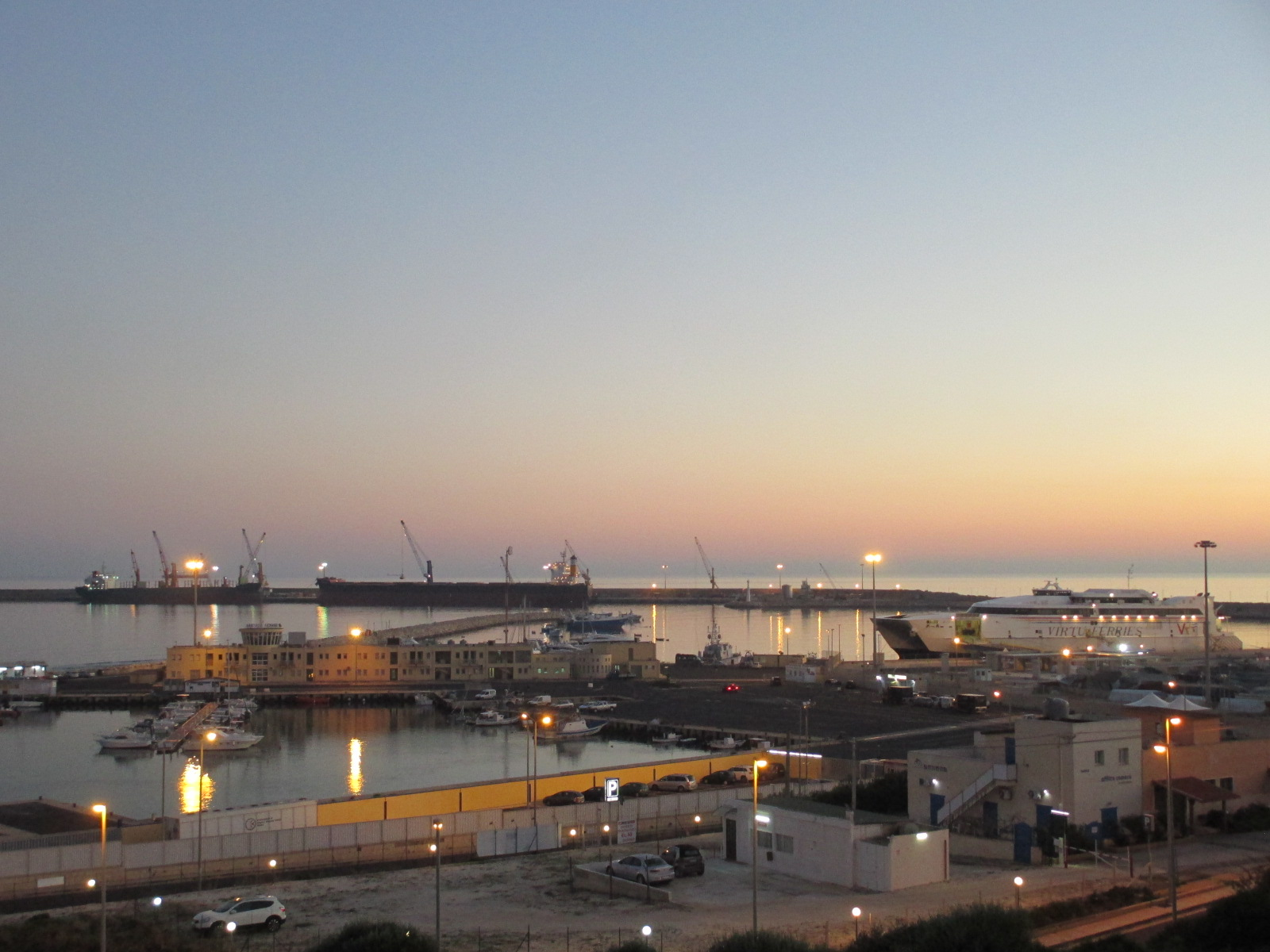
Il Porto

La città è servita dall'autostrada A18, ancora in costruzione ed in esercizio fino allo svincolo di Modica, con cui è possibile raggiungere Siracusa e Catania. Le altre strade extraurbane principali che collegano Pozzallo ai centri limitrofi sono la SP 45 per Modica, la SP 46 per Ispica, la SP 67 per Santa Maria del Focallo e la SP 66 per Marina di Modica e Sampieri, che funge anche da circonvallazione e collegamento con la SS 194, che permette di raggiungere Ragusa.
Pozzallo si trova lungo la ferrovia Siracusa-Gela-Canicattì e dalla sua stazione partono treni regionali per Ragusa e Siracusa.
Dal porto è presente un collegamento di linea per Malta, effettuato dalla Virtu Ferries Limited. Nei pressi della struttura portuale è inoltre presente un eliporto civile, usato frequentemente per l'elisoccorso.
La città è collegata all'Aeroporto di Catania-Fontanarossa dal servizio di trasporto pubblico dell'AST, che effettua diverse corse giornaliere in autobus. Non è invece raggiungibile con il trasporto pubblico l'Aeroporto di Comiso.

## Amministrazione
L'amministrazione comunale è guidata da Roberto Ammatuna, indipendente precedentemente affiliato al Partito Democratico, a seguito delle elezioni dell'11 giugno 2017, appoggiato da una coalizione di liste civiche. Alle elezioni del 12 giugno 2022 è stato riconfermato, guidando una coalizione tra Partito Socialista Italiano e liste civiche.

### Elenco dei sindaci
| Sindaci eletti dal decurionato                 | Sindaci eletti dal decurionato | Sindaci eletti dal decurionato | Sindaci eletti dal decurionato | Sindaci eletti dal decurionato   | Sindaci eletti dal decurionato |
| Sindaci                                        | Sindaci                        | Mandato                        | Mandato                        | Partito                          | Elezioni                       |
| Sindaci                                        | Sindaci                        | Dal                            | Al                             | Partito                          | Elezioni                       |
| ---------------------------------------------- | ------------------------------ | ------------------------------ | ------------------------------ | -------------------------------- | ------------------------------ |
|                                                | Giovanni Domenico Bisani       | 1830                           | 1835                           | Indipendente                     | -                              |
| Costantino Martingano                          | 1835                           | 1840                           |                                | Indipendente                     | -                              |
| Raffaele Rosa                                  | 1840                           | 1844                           |                                | Indipendente                     | -                              |
| Mariano Avitabile                              | 1844                           | 1850                           |                                | Indipendente                     | -                              |
| Carmelo Avitabile                              | 1850                           | 1852                           |                                | Indipendente                     | -                              |
| Mariano Avitabile                              | 1852                           | 1853                           |                                | Indipendente                     | -                              |
| Enrico Avitabile                               | 1853                           | 1854                           |                                | Indipendente                     | -                              |
| Mariano Avitabile                              | 1854                           | 1856                           |                                | Indipendente                     | -                              |
| Rosario Canonico                               | 1856                           | 1866                           |                                | Indipendente                     | -                              |
| Gaspare Arezzo                                 | 1866                           | 1872                           |                                | Indipendente                     | -                              |
| Angelo Di Stefano                              | 1872                           | 1874                           |                                | Indipendente                     | -                              |
| Gaspare Arezzo                                 | 1874                           | 1876                           |                                | Indipendente                     | -                              |
|                                                | Giacinto Pandolfi              | 1876                           | 1879                           | Sinistra storica                 | -                              |
|                                                | Giorgio Polara                 | 1879                           | 1882                           | Destra storica                   | -                              |
|                                                | Giacinto Pandolfi              | 1882                           | 1892                           | Sinistra storica                 | -                              |
|                                                | Enrico Giunta                  | 1892                           | 1899                           | Destra storica                   | -                              |
| Corrado Scala                                  | 1899                           | 1901                           |                                | Destra storica                   | -                              |
| Francesco Paolo Giunta                         | 1901                           | 1914                           |                                | Destra storica                   | -                              |
|                                                | Rosario Brancati               | 1914                           | 1914                           | Commissario prefettizio          | -                              |
| Sindaci eletti a suffragio universale maschile |                                |                                |                                |                                  |                                |
| Sindaci                                        | Sindaci                        | Mandato                        | Mandato                        | Partito                          | Elezioni                       |
| Sindaci                                        | Sindaci                        | Dal                            | Al                             | Partito                          | Elezioni                       |
|                                                | Raffaele Pandolfi              | 1914                           | 1919                           | Unione Liberale                  | 1914                           |
|                                                | Giuseppe Finocchiaro           | 1919                           | 1922                           | Partito Socialista Italiano      | 1919                           |
| Podestà e commissari nominati dal prefetto     |                                |                                |                                |                                  |                                |
| Podestà                                        | Podestà                        | Mandato                        | Mandato                        | Partito                          | Elezioni                       |
| Podestà                                        | Podestà                        | Dal                            | Al                             | Partito                          | Elezioni                       |
|                                                | Corrado Tedeschi               | 1923                           | 1933                           | Partito Nazionale Fascista       | -                              |
| Francesco Paolo Giunta                         | 1933                           | 1937                           |                                | Partito Nazionale Fascista       | -                              |
| Virgilio Sigona                                | 1937                           | 1939                           |                                | Partito Nazionale Fascista       | -                              |
| Vincenzo Ferruccio Giardina                    | 1939                           | 1942                           |                                | Partito Nazionale Fascista       | -                              |
| Emanuele Giunta                                | 1942                           | 1943                           |                                | Partito Nazionale Fascista       | -                              |
|                                                | Antonino Santangelo            | 1943                           | 1944                           | Commissario prefettizio          | -                              |
| Nicola Finocchiaro                             | 1944                           | 1945                           |                                | Commissario prefettizio          | -                              |
|                                                | Antonio Amore                  | 1945                           | 1946                           | Partito d'Azione                 | -                              |
| Sindaci eletti dal consiglio comunale          |                                |                                |                                |                                  |                                |
| Sindaco                                        | Sindaco                        | Mandato                        | Mandato                        | Partito                          | Elezioni                       |
| Sindaco                                        | Sindaco                        | Dal                            | Al                             | Partito                          | Elezioni                       |
|                                                | Rinaldo Benedetto              | 1946                           | 1948                           | Partito Socialista Italiano      | 1946                           |
| Vincenzo Romeo                                 | 1948                           | 1951                           |                                | Partito Socialista Italiano      | 1946                           |
|                                                | Natale Valenti                 | 1951                           | 1952                           | Commissario prefettizio          | 1946                           |
|                                                | Antonino Giunta                | 1952                           | 1956                           | Democrazia Cristiana             | 1952                           |
| Vincenzo Ferruccio Giardina                    | 1956                           | 1960                           | 1956                           | Democrazia Cristiana             |                                |
| Vincenzo Ferruccio Giardina                    | 1960                           | 1964                           | 1960                           | Democrazia Cristiana             |                                |
| Antonio Amore                                  | 1965                           | 1970                           | 1964                           | Democrazia Cristiana             |                                |
| Vincenzo Ferruccio Giardina                    | 1970                           | 1970                           | 1970                           | Democrazia Cristiana             |                                |
| Salvatore Sulsenti                             | 1970                           | 1972                           | 1970                           | Democrazia Cristiana             |                                |
| Vincenzo Galfo                                 | 1972                           | 1975                           | 1970                           | Democrazia Cristiana             |                                |
| Vincenzo Galfo                                 | 1975                           | 1980                           | 1975                           | Democrazia Cristiana             |                                |
|                                                | Natale Amodeo                  | 1980                           | 1980                           | Partito Socialista Italiano      | 1980                           |
| Salvatore Amore                                | 1980                           | 1982                           |                                | Partito Socialista Italiano      | 1980                           |
| Clemente Gugliotta                             | 1982                           | 1983                           |                                | Partito Socialista Italiano      | 1980                           |
|                                                | Vincenzo Galazzo               | 1983                           | 1984                           | Partito Comunista Italiano       | 1980                           |
|                                                | Salvatore Amore                | 1984                           | 1985                           | Partito Socialista Italiano      | 1980                           |
|                                                | Vincenzo Galfo                 | 1985                           | 1987                           | Democrazia Cristiana             | 1985                           |
|                                                | Aurelio Modica                 | 1987                           | 1988                           | Partito Socialista Italiano      | 1985                           |
| Salvatore Amore                                | 1988                           | 1989                           |                                | Partito Socialista Italiano      | 1985                           |
|                                                | Vincenzo Galfo                 | 1989                           | 1990                           | Democrazia Cristiana             | 1985                           |
| 1990                                           | Vincenzo Galfo                 | 1992                           | 1990                           | Democrazia Cristiana             |                                |
|                                                | Francesco Fazio                | 1992                           | 1990                           | 1993                             | Commissario straordinario      |
| Francesco Marsala                              | 1993                           | 1993                           | 1990                           |                                  | Commissario straordinario      |
| Sindaci eletti a suffragio universale diretto  |                                |                                |                                |                                  |                                |
| Sindaco                                        | Sindaco                        | Mandato                        | Mandato                        | Coalizione                       | Elezioni                       |
| Sindaco                                        | Sindaco                        | Dal                            | Al                             | Coalizione                       | Elezioni                       |
|                                                | Rosa Agosta                    | 1993                           | 1997                           | PDS - Liste civiche              | 1993                           |
|                                                | Roberto Ammatuna               | 1997                           | 2002                           | L'Ulivo - Liste civiche          | 1997                           |
| 2002                                           | Roberto Ammatuna               | 2007                           | 2002                           | L'Ulivo - Liste civiche          |                                |
|                                                | Giuseppe Sulsenti              | 2007                           | 2012                           | MpA - FI - Liste civiche         | 2007                           |
|                                                | Luigi Ammatuna                 | 2012                           | 2017                           | PSI - SEL - Liste civiche        | 2012                           |
|                                                | Roberto Ammatuna               | 2017                           | 2022                           | Liste civiche di centro-sinistra | 2017                           |
| 2022                                           | Roberto Ammatuna               | –                              | PSI - Liste civiche            | 2022                             |                                |

1. ↑  Dal 1923 al 1926 con l'incarico di commissario prefettizio

### Gemellaggi
- Firenze, dal 2019[92]

## Sport

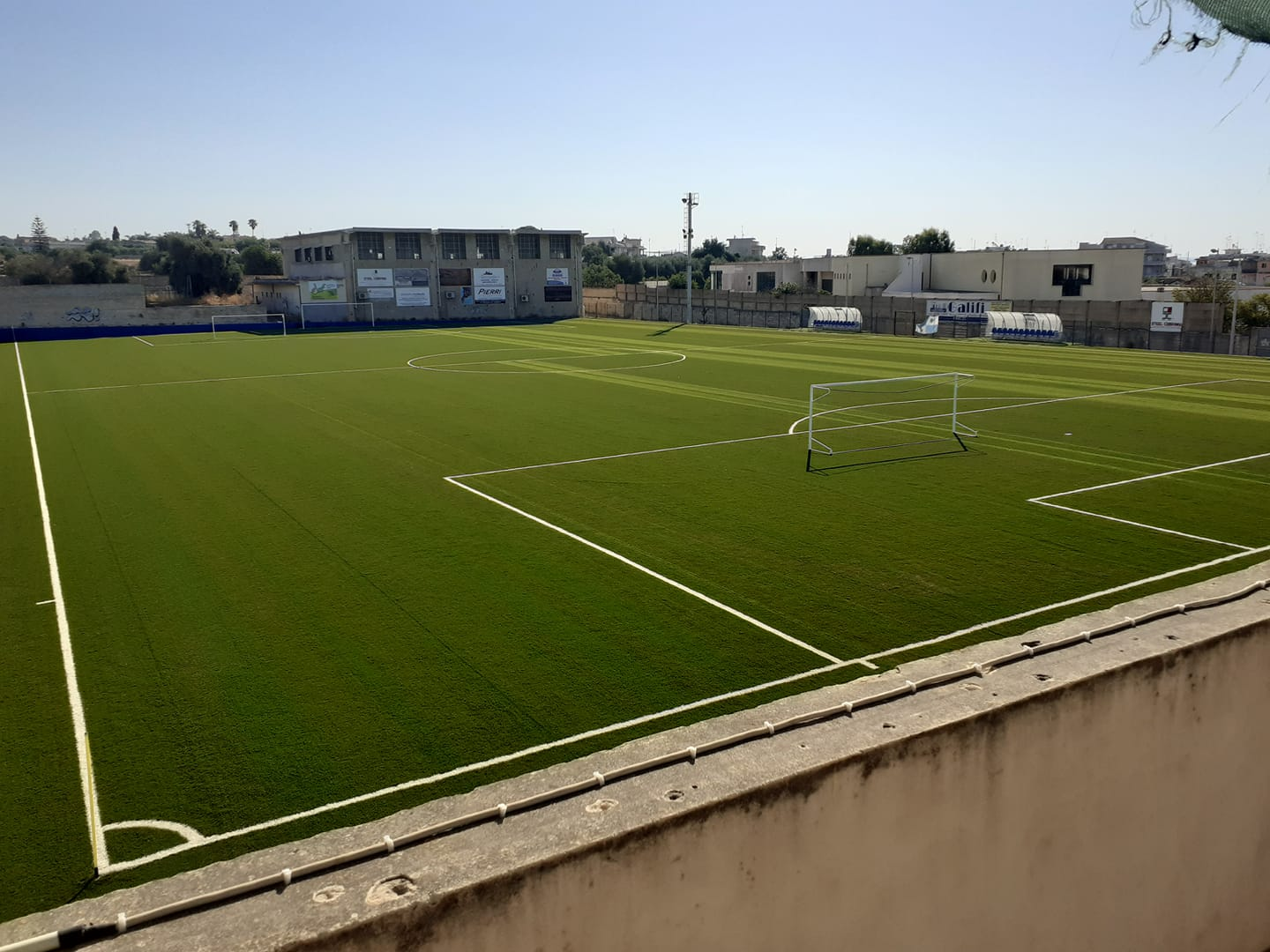
Stadio Comunale

La società calcistica principale è l'Associazione Sportiva Dilettantistica Pozzallo, militante nel campionato di Seconda categoria, e affiliata alla Fiorentina che ha avuto come direttore generale il pozzallese Joe Barone.
Nel futsal, la Libera Futsal Pozzallo milita in Serie C2.
La principale società pallavolistica è il Gruppo Sportivo Gabbiano Pozzallo, la cui rappresentativa maschile milita nel campionato di serie C nella stagione 2021-2022
La principale società cestistica è l'Associazione Sportiva Dilettantistica Azzurra Basket Pozzallo, la cui rappresentativa maschile milita nel campionato di serie C nella stagione 2022-2023.

### Impianti sportivi
- Stadio Comunale Contrada Palamentano (800 spettatori)
- Piscina Comunale
- Palazzetto dello Sport Comunale
- Centro Sportivo "Calogero Agosta"

## Curiosità
- Il primo cavo telefonico sottomarino del Mediterraneo venne posato nel 1954 e congiungeva Pozzallo a Malta. Era lungo 54 miglia, disponeva di 36 canali amplificati (un amplificatore sommerso), consentendo 36 conversazioni simultanee con l'Isola dei Cavalieri. Tale cavo sostituiva i precedenti due, telegrafici, di proprietà della "Cable and Wireless LTD" già acquistati per metà da Vittorio Emanuele III con Decreto Regio 2112 del 22 dicembre 1938-XVII. Era segnalato con dei pali nella zona antistante la "balata". Il cavo telefonico rimane ancora oggi adagiato sul fondo del mare pur non essendo n uso: le comunicazioni con Malta sono gestite mediante ponti radio a microonde.